# Pedersöre
Pedersöre (finska: Pedersören kunta, före 1989 Pietarsaaren maalaiskunta, bokstavligt Jakobstads landskommun) är en kommun i Svenska Österbotten i landskapet Österbotten i Finland. Pedersöre har 11 226 invånare och har en yta på 826,05 km², varav 31,78 km² är vatten.
Pedersöre är en tvåspråkig kommun med svenska som majoritetsspråk (88,4 %) och finska som minoritetsspråk (8,0 %).

## Historia
Pedersöre är en stamsocken vars område tillsammans med området för Mustasaari socken täckte hela Österbotten. Pedersöre kom till i skedet för bildningen av kyrksocknar under andra hälften av 1200-talet. Socknen nämns dock första gången år 1348. Under 1300-talets andra kvartal bildades Kemi och Salo kapell under Pedersöre och de blev självständiga kyrksocknar senast vid sekelskiftet 1400. Också Ijo var ett kapell under Pedersöre men blev ett kapell under Kemi omkring 1400. I början av 1400-talet eller vid seklets mitt tillkom Karleby kapell under Pedersöre och blev kyrksocken ca 1490. År 1865 avskildes Esse och Purmo till självständiga församlingar och kommuner.
Konung Magnus Eriksson utfärdade 1348 en författning angående handeln i socknarna Korsholm, Närpes och Pedersöre. Det österbottniska kustlandet var vid denna tid uppdelat i tre socknar, och Pedersöre var en storsocken som sträckte sig från Vörå i söder ända upp till Kemi i norr.
Nuvarande Pedersöre kommun bildades den 1 januari 1977, då förutvarande Pedersöre kommun slogs samman med Esse och Purmo, och halvön Pirilö fördes över till Jakobstad. Det officiella finska namnet på kommunen ändrades 23 februari 1989 från Pietarsaaren maalaiskunta till Pedersören kunta.

## Geografi
Pedersöre gränsar till kommunerna Nykarleby, Jakobstad, Larsmo (genom Larsmosjön) och Kronoby, samt till Evijärvi och Kauhava i Södra Österbotten.
Kommunens västra delar består av ett flackt lågland medan de östra delarna är mer kuperade. I de östra delarna finns även många sjöar, varav de största är Narssjön, Sexsjön och Huvudsjön. Genom kommunen rinner vattendragen Esse å och Purmo å.

### Natur
- Lostenen, Finlands största flyttblock, 16 m högt, i kommundelen Purmo.
- Naturområdet vid Esse å med bland annat utter, flodpärlmussla och dvärgnäckros.
- Nådjärv, sjö med ett rikt naturliv.[7]

### Byar

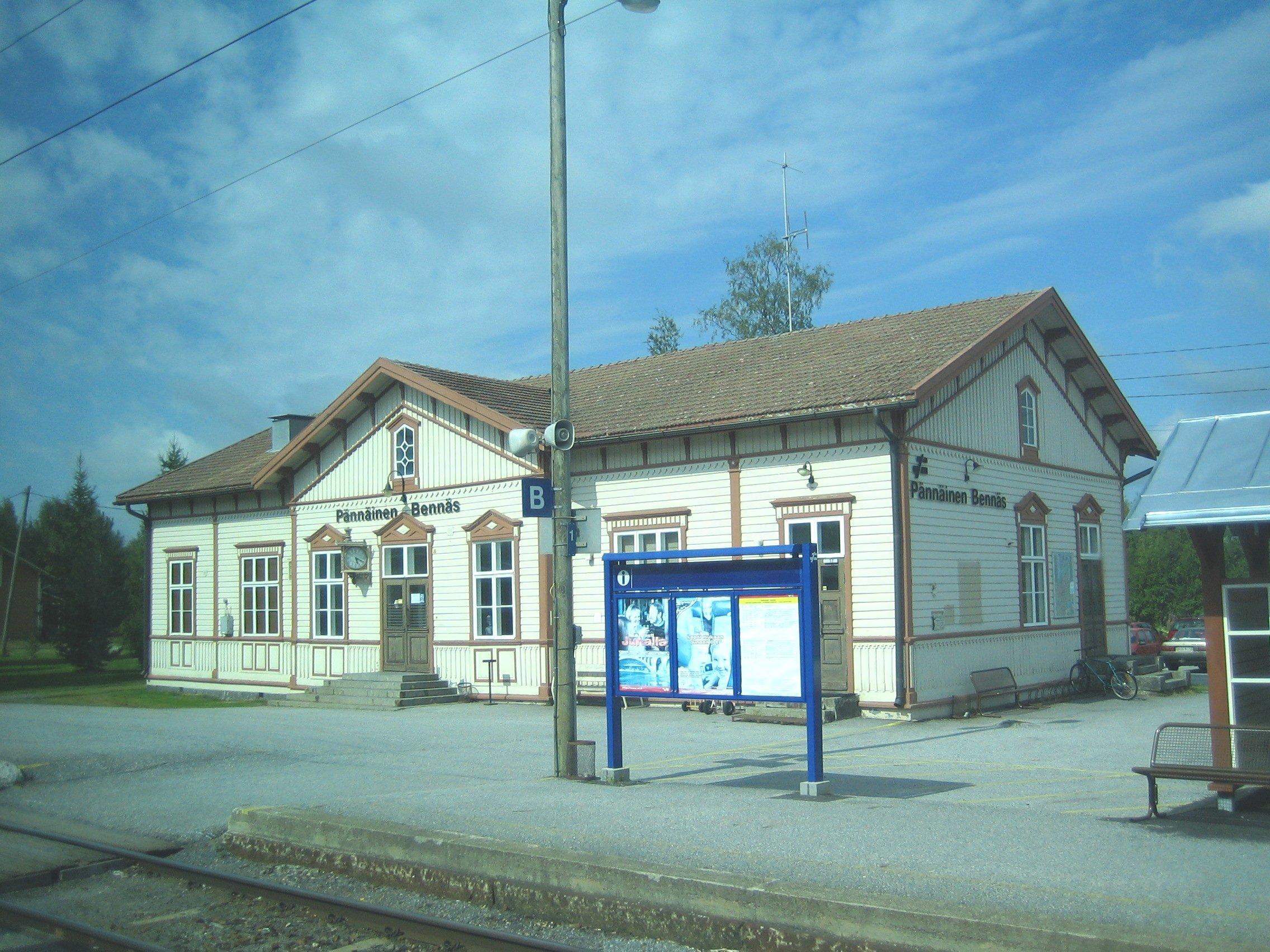
Jakobstad-Pedersöre järnvägsstation, tidigare kallad Bennäs järnvägsstation.

I kommundelen Pedersöre finns byarna Bennäs, Edsevö, Forsby, Karby, Katternö (med Kråknäs), Kållby (med bydelen Torp), Lepplax, Lövö, Sandsund (fi.: Hietasalmi), Sundby och Östensö.
Sandsund är kommunens största by med ca 1 800 invånare. Den största tätorten enligt Statistikcentralen är Kållby med 3 118 invånare, men då menas hela det kontinuerliga bebyggelseområdet som även innefattar Edsevö och Ytteresse.
Kommundelen Esse har drygt 3 100 invånare i byarna Bäckby, Lappfors, Ytteresse, Överesse och Överlappfors.
Kommundelen Purmo har 1 400 invånare i byarna Lillby, Nederpurmo och Överpurmo.

## Politik

### Mandatfördelning i Pedersöre kommun, valen 1976–2021
| 4 | 30 |  |

| 4 | 30 |  |

| 4 | 30 |  |

| 4 | 31 |

| 5 | 30 |

| 4 |  | 27 | 3 |

| 3 |  | 26 | 5 |

| 3 |  | 25 | 6 |

| 24 | 11 |

| 3 | 25 | 7 |

| 23 | 12 |

| 2 | 23 | 10 |

| 24 | 11 |

| 3 | 22 | 10 |

| 21 | 14 |

| 3 | 21 | 11 |

| 23 | 12 |

## Ekonomi och infrastruktur

### Trafikförbindelser
Österbottenbanan och Jakobstadsbanan går genom kommunen. Jakobstad-Pedersöre järnvägsstation (tidigare kallad Bennäs järnvägsstation) har bussförbindelse med Jakobstad.
Närmaste flygplats finns i Kronoby cirka 25 km från Bennäs.
Genom Pedersöre går Europaväg 8 och Stamväg 68.

## Demografi

### Befolkningsutveckling
| Befolkningsutvecklingen i Pedersöre kommun 1975–2020                                                         | Befolkningsutvecklingen i Pedersöre kommun 1975–2020 | Befolkningsutvecklingen i Pedersöre kommun 1975–2020 | Befolkningsutvecklingen i Pedersöre kommun 1975–2020 | Befolkningsutvecklingen i Pedersöre kommun 1975–2020 |
| --- | ---------------------------------------------------- | ---------------------------------------------------- | ---------------------------------------------------- | ---------------------------------------------------- |
| |                                                      |                                                      |                                                      |                                                      |
| År |                                                      |                                                      | Folkmängd                                            |                                                      |
| 1975 | 1975                                                 |                                                      | 8 563                                                |                                                      |
| 1980 | 1980                                                 |                                                      | 8 696                                                |                                                      |
| 1985 | 1985                                                 |                                                      | 9 311                                                |                                                      |
| 1990 | 1990                                                 |                                                      | 9 874                                                |                                                      |
| 1995 | 1995                                                 |                                                      | 10 131                                               |                                                      |
| 2000 | 2000                                                 |                                                      | 10 258                                               |                                                      |
| 2005 | 2005                                                 |                                                      | 10 566                                               |                                                      |
| 2010 | 2010                                                 |                                                      | 10 893                                               |                                                      |
| 2015 | 2015                                                 |                                                      | 11 129                                               |                                                      |
| 2020 | 2020                                                 |                                                      | 11 174                                               |                                                      |
| Anm: Uppgifterna avser förhållandena den 31 december nämnda år enligt områdesindelningen den 1 januari 2022. |                                                      |                                                      |                                                      |                                                      |

## Kultur

### Kommunvapnet
Pedersöre kommuns kommunfullmäktige godkände den 9 april 1984 den nuvarande versionen av Pedersöre kommunvapen, ritat av heraldikern Bo Aurén, med blasoneringen:
I ett rött fält ett kornax omgivet av tre spikkors; allt i guld.
Kornaxet är en symbol för jordbruket, och dess tre delar står för att den nuvarande kommunen bildades av tre tidigare kommuner (Pedersöre, Esse och Purmo). De tre spikkorsen symboliserar de tre självständiga kyrkliga församlingarna i kommunen: Pedersöre församling, Esse församling och Purmo församling.

### Sevärdheter

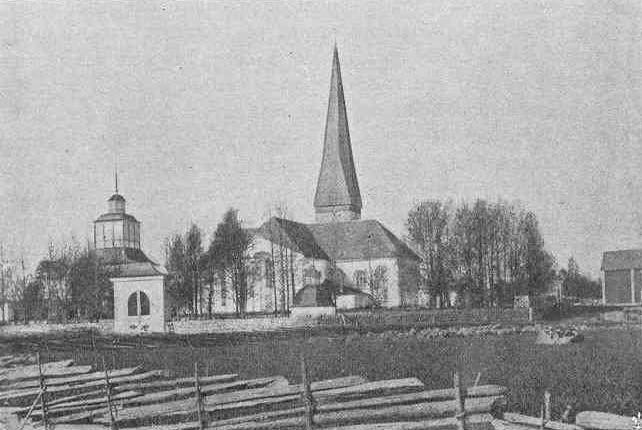
Pedersöre kyrka.

#### Kyrkobyggnader
Esse kyrka, byggdes 1770, restaurerad 1955, med 512 sittplatser. 

Pedersöre kyrka är från 1300-talet eller senast 1400-talet, ombyggd till korskyrka 1787–1795 under Jacob Rijfs ledning. Restaurerad 1950, med 1 000 sittplatser. Genom en häftig brand sommaren 1985 förstördes tornspiran och kyrktaket, men kyrkan återställdes och återinvigdes vid advent 1986. Senmedeltida inventarier hittades där, såsom en madonna från 1400-talet, dopfunt och storklocka, den senare gjuten 1488. Pedersöre kyrka ligger inte i Pedersöre utan i grannkommunen Jakobstad.

Purmo kyrka, byggdes 1772, restaurerad 1958, med 500 sittplatser.

Saronkyrkan, baptistkyrka i Forsby, byggdes 1930.

#### Museer
- Fagerbacka fäbodställe, fäbodvall som användes mellan 1825 och 1925.
- Fornstugan i Esse, inredd i 1850-tals stil med föremål från Essebygden.
- Kulturgården på Lassfolk, 1800-tals byggnad med stenladugårdar.
- Pedersöre bygdemuseum, vid Rosenlunds prästgård i Jakobstad, med 3 000 föremål som anknyter till bygdens bonde- och hantverkartradition.
- Ålidens Hembygdsgård, allmogebyggnader från 1700- och 1800-talet.[12]

#### Övrigt
- Skaldernas stig, med citat och utdrag ur dikter skrivna av författarparet Hjalmar Krokfors och Viola Renvall som bodde vid Kiisk i Överlappfors.
- Kungens sten, där kung Adolf Fredrik lär ha dinerat, i Karby.
- Minnessten över kyrkobyggarna Rijf i Lepplax.
- Värvikullstenen i Kållby, dit lokalbefolkningen flydde under stora ofreden.[13]

## Kända personer från Pedersöre
| - Artur Eklund, tidningsman och idrottsfilosof - Nina Holmén, medel- och långdistanslöpare - Kaj Korkea-aho, författare och radiopratare - Erik Kråkström, arkitekt - Ingvar S. Melin, riksdagsledamot - Olav S. Melin, journalist | - Fredrik Norrena, ishockeyspelare - Mats Nylund, riksdagsledamot - K-G Olin, författare - Jacob Rijf, arkitekt och kyrkbyggmästare - Nils Erik Villstrand, historiker - Kurt West, författare - Tony Sund, ishockeyspelare |

## Hänvisningar
1. 1 2  ”Finlands areal kommunvis 1.1.2016”. Lantmäteriverket. 1 januari 2016. http://www.maanmittauslaitos.fi/sites/default/files/alat16_su_nimet_0.xlsx. Läst 2 april 2016.
2. 1 2 3 4  ”Befolkning efter ålder (1-års) och kön områdesvis, 1972-2021”. Statistikcentralen. 31 mars 2022. https://pxdata.stat.fi/PxWeb/pxweb/sv/StatFin/StatFin__vaerak/statfin_vaerak_pxt_11re.px. Läst 22 mars 2023.
3. ↑  ”Språk efter kön kommunvis, 1990-2024”. Statistikcentralens PX-Web databaser. Statistikcentralen. https://statfin.stat.fi/PxWeb/pxweb/sv/StatFin/StatFin__vaerak/statfin_vaerak_pxt_11rm.px/. Läst 22 april 2025.
4. ↑  Palola, A.-P: Yleiskatsaus Suomen keskiaikaisten seurakuntien perustamisajankohdista (Översikt över grundläggandet av de medeltida församlingarna i Finland), Faravid 18-19 (1994/1995), s. 95-96, Finlands medeltidsurkunder I, Helsingfors 1910, nr 544
5. ↑   (på finska och svenska) ( PDF) Kommuner och kommunbaserade indelningar 2015. Finlands officiella statistik. Helsingfors: Statistikcentralen. 2015. sid. 72 (77 i pdf:en). ISBN 978–952–244–528–5. https://www.doria.fi/bitstream/handle/10024/103646/yksk28_201500_2015_net.pdf?sequence=1&isAllowed=y. Läst 10 april 2023
6. ↑  ”Pedersören kunta”. Järviwiki. http://www.jarviwiki.fi/wiki/Pedersören_kunta. Läst 18 december 2013.
7. ↑  ”Naturen i Pedersöre”. Pedersöre kommun. Arkiverad från originalet den 2 december 2013. https://web.archive.org/web/20131202221957/http://www.pedersore.fi/index.php3?use=publisher&id=1498&lang=1&sektion=2. Läst 29 november 2013.
8. ↑  ”Svenska ortnamn i Finland”. Institutet för de inhemska språken. http://kaino.kotus.fi/svenskaortnamn/?a=find&qfind=torp. Läst 26 augusti 2019.
9. ↑  Sandsund snart fullbyggt Svenska YLE – 3 februari 2010
10. ↑  ”11s7 -- Befolkning i tätorts- och glesbygdsområden kommunvis efter ålder och kön, 2020”. Statistikcentralen. 31 december 2020. https://pxdata.stat.fi/PxWeb/pxweb/sv/StatFin_Passiivi/StatFin_Passiivi__vaerak/statfinpas_vaerak_pxt_11s7_2020.px/. Läst 4 januari 2023.
11. ↑  ”11re -- Befolkning efter ålder (1-års) och kön områdesvis, 1972-2021”. Statistikcentralens PX-Web databaser. Statistikcentralen. https://pxdata.stat.fi/PxWeb/pxweb/sv/StatFin/StatFin__vaerak/statfin_vaerak_pxt_11re.px/. Läst 23 mars 2023.
12. ↑  ”Museerna i Pedersöre”. Pedersöre kommun. Arkiverad från originalet den 3 december 2013. https://web.archive.org/web/20131203033344/http://www.pedersore.fi/index.php3?use=publisher&id=4745&lang=1&sektion=3. Läst 29 november 2013.
13. ↑  ”Sevärdheter”. Pedersöre kommun. Arkiverad från originalet den 3 december 2013. https://web.archive.org/web/20131203034849/http://www.pedersore.fi/index.php3?use=publisher&id=4751&lang=1&sektion=3. Läst 29 november 2013.